# Псамофіти

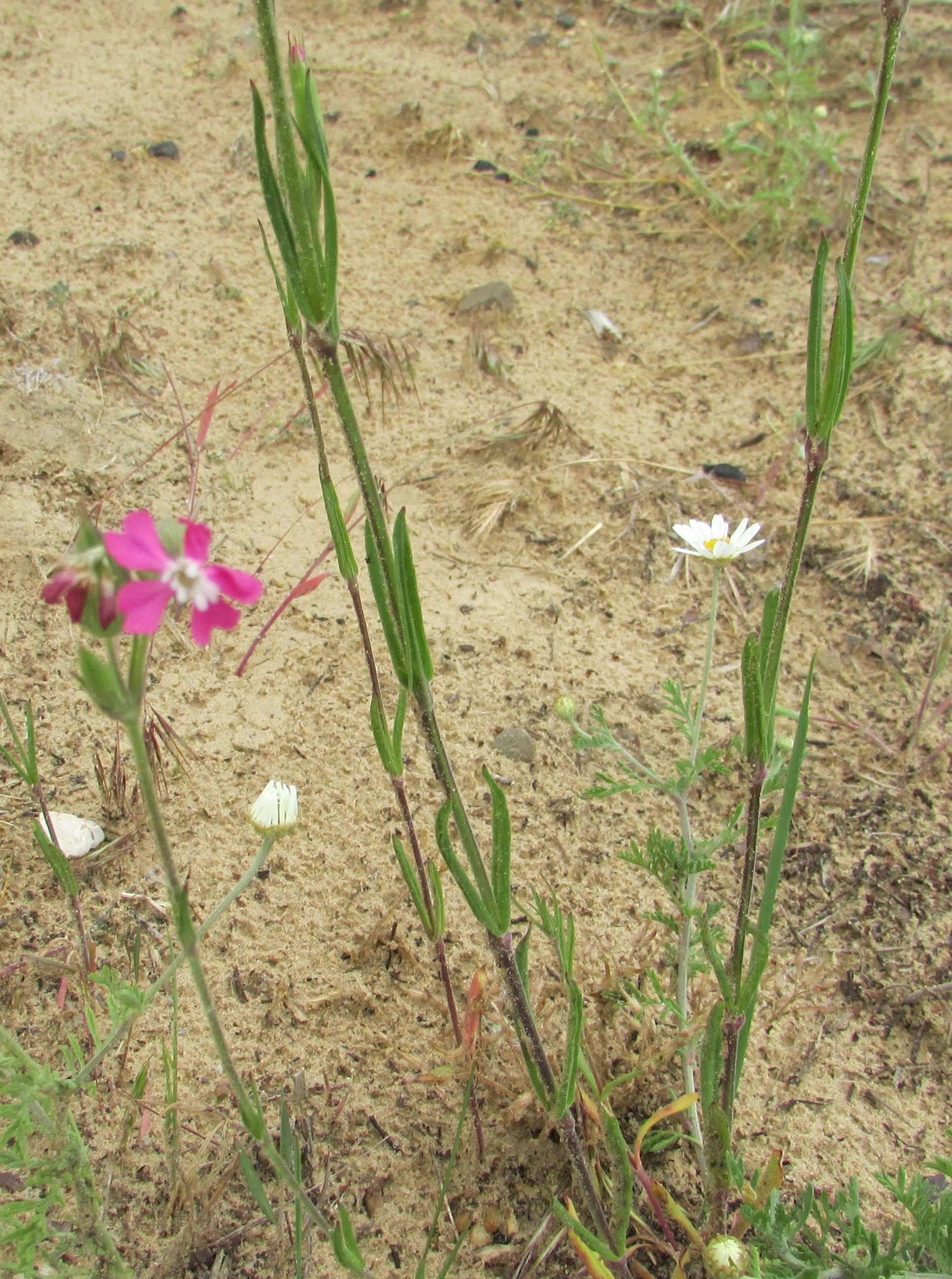
На степових схилах і пісках часто-густо можна зустріти смілку конічну (Silene_conica)

Псамофіти — рослини, що пристосувалися до життя на пісках. Псамофіти характеризуються здатністю протистояти перевіюванню вітром (завдяки утворенню зцементованих піщаних чохлів навколо корінчиків, збереженню частини листків попередніх років тощо) і витримувати засипання піском (за допомогою утворення додаткових коренів, легких пузирчастих або щетинистих плодів тощо). Серед псамофітів багато ксерофітів і однорічних ефемерів. Деякі псамофіти використовують для закріплення пісків.

## Групи псамофітів за особливостями анатомічної будови стебла

### Рослини широкої екології з «мезофільною» будовою

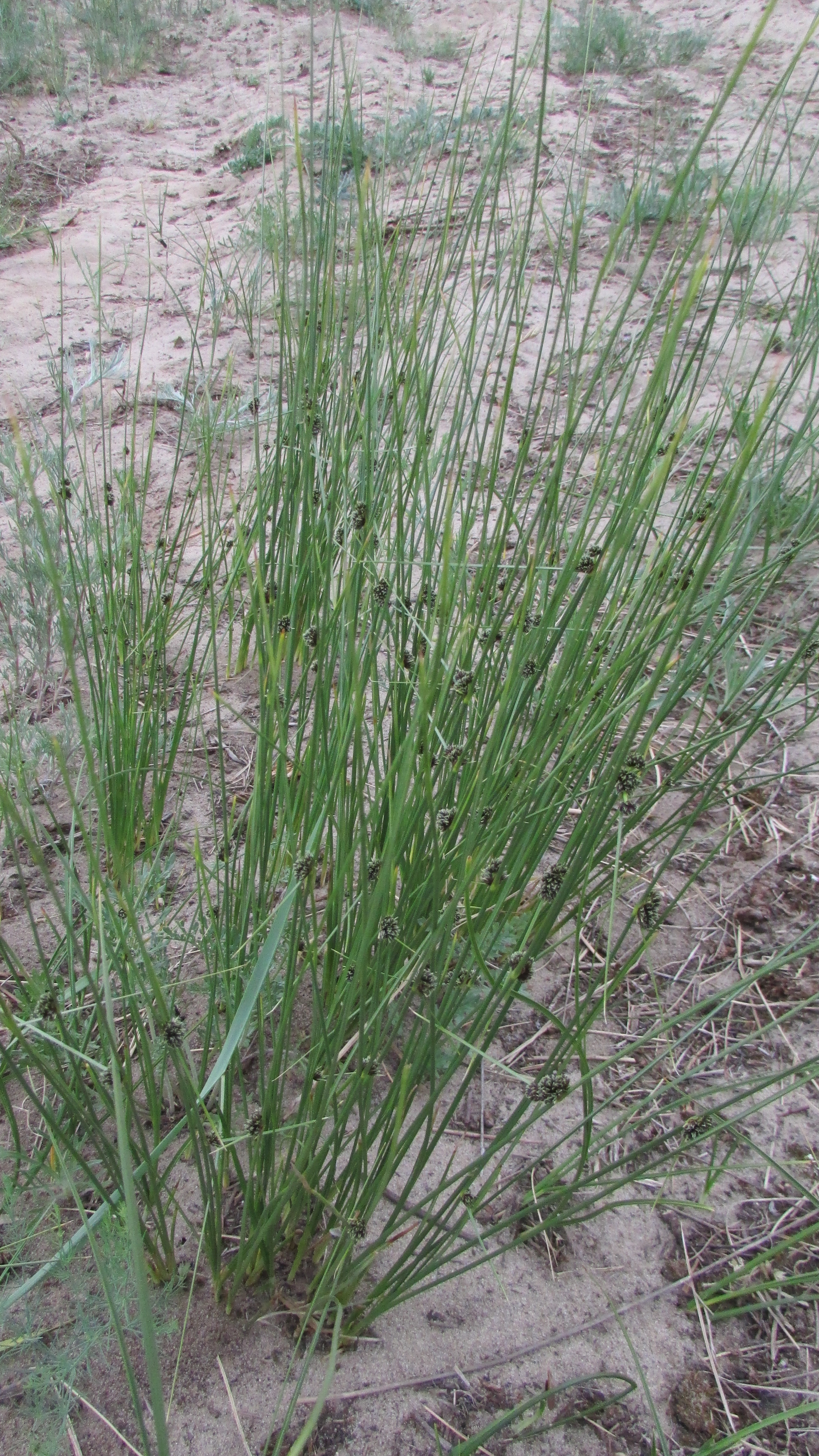
Типовий псамофіт комишник голівчастий (Scirpoides holoschoenus) зростає у зволожених піщаних місцях. На фото — комишник в «Олешківських пісках» на Херсонщині

Мають помірно розвинену механічну тканину; вони більш приземні та мають компактний габітус. Епідерміс тонкий, може мати кутикулу, може бути голим чи опушеним.
Приклади — Aster salignus Willd., Erygeron canadensis L., Descurainia Sophia (L.) Webb et Pranth.

### Псамофіти зі склерофільними ознаками

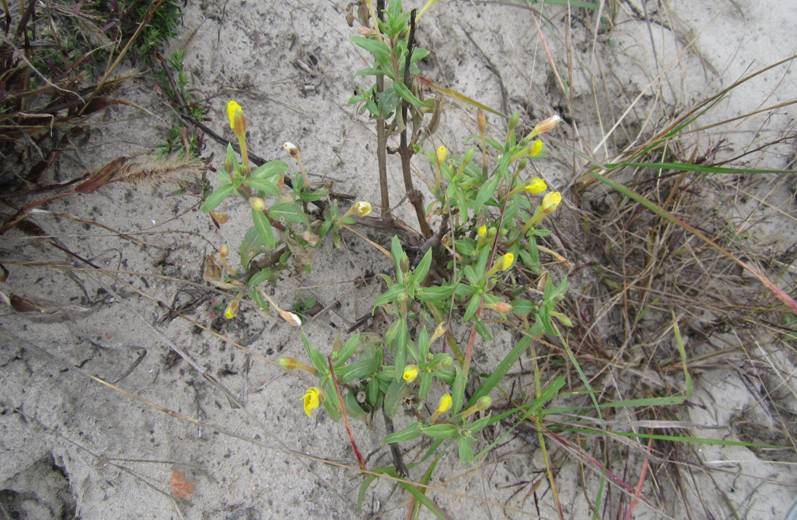
Oenothera biennis L.

В осьових органах спостерігали інтенсивний розвиток механічних тканин; стебло має чітко виражені численні ребра; впадини і жолобки, багаті на коленхіму. Ці рослини характеризуються інтенсивним розвитком механічних тканин. У них наявний шар кутикули, мезофіл
щільний, з невеликими міжклітинниками і мало розвиненою губчастою паренхімою. Можливе густе покриття епідермісу трихомами. Шар волосків утруднює циркуляцію зволоженого повітря з поверхні рослини, тим самим зменшуючи випаровування.
Приклади — Calamagrostis epigeios (L.) Roth, Artemisia absinthium L., A. scoparia Waldst. et Kit., Berteroa ineana (L.) DC., Amaranthus retroflexus L., Centaurea diffusa Lam., Oenothera biennis L., Trifolium arvense L., Artemisia absinthium L., Helianthus subcanescens (A. Gray) E.E. Walts., Echium vulgare L.

### Псамофіти сукулентного типу
Провідна система стебла зосереджена в центрі. Внутрішня частина первинної кори виконує функцію водозапасаючої тканини, там і знаходяться живі клітини, багаті на слиз і пектинові речовини. На поверхні стебла наявний товстостінний багатошаровий епідерміс з товстою кутикулою й восковим нальотом. Формування гіподерми під епідермісом сприяє постійному обводненню зовнішнього шару. Цю ж функцію виконує й паренхімна обкладка навколо провідних пучків. Ще одним пристосуванням, що обмежує випаровування води, є щільна будова мезофілу та розвиток склеренхіми.
Приклад — Sedum acre L.

### Екологія
Псамофіти відіграють важливу роль у закріпленні пісків. Як і багато інших видів рослин, псамофіти можуть мати симбіотичні взаємозв'язки з мікроорганізмами, які можуть сприяти посиленому росту рослин чи іншим перевагам.